# His 'n' Hers
His 'n' Hers è il quarto album discografico in studio del gruppo musicale rock inglese Pulp, pubblicato nel 1994.

## Tracce
1. Joyriders – 3:25
2. Lipgloss – 3:34
3. Acrylic Afternoons – 4:09
4. Have You Seen Her Lately? – 4:11
5. Babies – 4:04
6. She's a Lady – 5:49
7. Happy Endings – 4:57
8. Do You Remember the First Time? – 4:22
9. Pink Glove – 4:48
10. Someone Like the Moon – 4:18
11. David's Last Summer – 7:01

## Gruppo
- Jarvis Cocker - voce
- Russell Senior - chitarra, violino
- Candida Doyle - tastiere
- Steve Mackey - basso
- Nick Banks - batteria, percussioni

## Classifiche
- Official Albums Chart - #9